# ニルヴァーナ (ハービー・マン&ビル・エヴァンス・トリオのアルバム)
『ニルヴァーナ』（Nirvana）は、ハービー・マンとビル・エヴァンス・トリオの連名で1961年から1962年に録音され、1964年にマンの所属レーベルであるアトランティック・レコードから発売されたスタジオ・アルバム。

## 解説
スコット・ラファロの死後、ビル・エヴァンス・トリオはチャック・イスラエルを新ベーシストとして迎え、本作のために行われた1961年12月8日のセッションは、イスラエル加入後としては最初期のスタジオ・レコーディングに当たる。なお、ハービー・マンとエヴァンスは、1958年にもミシェル・ルグランのアルバム『ルグラン・ジャズ』、チェット・ベイカーのアルバム『チェット』のセッションで共演した。
ケン・ドライデンはオールミュージックにおいて5点満点中3点を付け「抑制的な"Willow Weep for Me"と、印象派の作曲家エリック・サティの"Gymnopedie"は、トリオのバッキングは極めて控え目だが、マンの演奏のリリシズムが引き出されている」「ハービー・マン、ビル・エヴァンスのいずれのファンも、この楽しめる曲集を入手しておきたいことだろう」と評している。

## 収録曲
1. ニルヴァーナ - "Nirvana" (Herbie Mann) - 5:51
2. ジムノペディ - "Gymnopedie" (Erik Satie) - 3:18
3. アイ・ラヴ・ユー - "I Love You" (Cole Porter) - 7:17
4. 柳よ泣いておくれ - "Willow Weep for Me" (Ann Ronell) - 5:34
5. ラヴァー・マン - "Lover Man" (Jimmy Davis, Ram Ramirez, James Sherman) - 4:52
6. カシミア - "Cashmere" (H. Mann) - 6:45

## 参加ミュージシャン
- ハービー・マン - フルート
- ビル・エヴァンス - ピアノ
- チャック・イスラエル - ウッド・ベース
- ポール・モチアン - ドラムス